# Альтермодерн
Альтермодерн — (Altermodern: alter — в переводе с лат. — «другой», modern — современный) термин, определяющий новую культурную парадигму, сформированный куратором Николя Буррио. Определение также является названием одноименной выставки — Altermodern: Tate Triennial 2009. Альтермодерн исследует, как глобализация меняет современное искусство, и на основе этого Буррио пытается сформулировать новую культурную парадигму. Открытость границ стимулировала появление многочисленных транснациональных культурных переплетений, и тем самым, новые формы современного искусства.

## Предпосылки
Альтермодерн стал еще одной ступенью преодоления постмодернизма, конец которого объявили многие исследователи.
Предпосылки для появления нового определения Николя Буррио дал еще в 2005 году во время лекции на конференции Ассоциации искусств Австралии и Новой Зеландии, где наметил первые ключевые моменты его будущей концепции. По его словам, художники находятся в поисках новой современности, основанной на понятии перевода (translation) локальных культурных ценностей и встраивания, связывания их с мировой сетью.
Если модернизм в начале двадцатого века характеризуется как широко западное культурное явление, а постмодернизм основан на идеях мультикультурализма, истоков и идентичности, Альтермодерн выражается на языке глобальной культуры. Альтермодерн — своего рода «синтез между модернизмом и пост-колониализмом».

## Концепция
Альтермодерн основан на креолизации, когда культуры пересекаются, впитывают часть друг друга, в противоположность мультикультурализму.
Также один из принципов альтермодерна — гетерохрония, когда человеческая история мыслится не линейной, а состоящей из нескольких времен. Произведения современных художников отражают переплетение между собой текста и изображения, времени и пространства. Художник путешествует по современным и историческим периодам, вычленяет из них знаки, и тем самым, осмысляет «здесь и сейчас». Он становится своего рода кочевником: в пространстве, во времени и среди знаков.
Альтермодерн включает в себя понятие гибридизации, когда современное искусство отражают стремления преодолеть национальные границы, стать сетью, гипертекстом.
Художник альтермодерна имеет глобализированное восприятие, свободно пересекает культурные ландшафты.
На выставке были сформированы ключевые «идеи» альтермодерна, вокруг которых и был построен нарратив: границы, доку-фикшн (docu-fiction), энергия, гетерохрония, путешествие, виаторизация, (от латин. «путешественник»).